# Фуллон, Иван Александрович (генерал)
Иван Александрович Фуллон (23 июля (4 августа) 1844 — 1920) — русский военный и государственный деятель, генерал-адъютант (30 июля 1904), генерал от инфантерии (6 декабря 1907).

## Биография
Родился 23 июля (4 августа) 1844 года. Православный немец из остзейских дворян. В 1862 году окончил Николаевское училище гвардейских юнкеров. 13 июня 1862 выпущен прапорщиком в лейб-гвардии Преображенский полк. Участвовал в подавлении Польского восстания 1863 года; 19 мая 1863 года был произведён в подпоручики гвардии, а 30 августа 1866 — в поручики.
Переведён 3 декабря 1866 года в армейскую пехоту в чине капитана; назначен в интендантское управление Варшавского военного округа. В 1868—1874 гг. заведовал окружным провиантским магазином; 17 апреля 1870 года произведён в майоры.
С 28 апреля 1874 года был причислен к военно-походной канцелярии Е. И. В. Сопровождал императора Александра II в поездках по России и во время русско-турецкой войны 1877—1878; 30 августа 1875 произведён в подполковники. С 17 апреля 1877 года — делопроизводитель военно-походной канцелярии Е. И. В; 3 декабря 1877 произведён в полковники. Флигель-адъютант (с 30 августа 1878).
Состоял в распоряжении главноначальствующего гражданской частью на Кавказе (31 января 1882 — 22 июня 1883). С 4 июля 1883 года командир батальона 91-го пехотного Двинского полка, с 1 ноября 1884 года был прикомандирован к 89-му пехотному Беломорскому полку, а 11 января 1887 назначен командиром 91-го пехотного Двинского полка.
С 19 мая 1890 — командир Санкт-Петербургского гренадерского короля Фридриха-Вильгельма III полка, и, одновременно, с 12 декабря 1895 года, командир 2-й бригады 3-й гвардейской пехотной дивизии; 30 августа 1890 получил чин генерал-майора.
Командующий 39-й пехотной дивизией (08.06.—05.08.1899) и начальник 4-й пехотной дивизии (05.08.1899 — 09.03.1900). Генерал-лейтенант с 06.12.1899.
С 9 марта 1900 года — помощник Варшавского генерал-губернатора по полицейской части с переводом в Отдельный корпус жандармов. С 12 февраля 1904 по 11 января 1905 — Санкт-петербургский градоначальник; генерал-адъютант (1904).
Оказывал всестороннюю поддержку «Собранию русских фабрично-заводских рабочих г. Санкт-Петербурга» во главе со священником Георгием Гапоном. Уволен после событий «Кровавого воскресенья» 9 января 1905.
С 1 июня 1905 года — командир 11-го армейского корпуса. Генерал от инфантерии (6 декабря 1907). 7 августа 1911 года был отчислен от корпуса с оставлением генерал-адъютантом и по гвардейской пехоте. В период Первой мировой войны был главноначальствующим над Петроградским Николаевским военным госпиталем (с 23 октября 1914). Уволен от службы 20 мая 1917 года.
Умер в Петрограде в 1920 году.

## Награды
российские
- Орден Святой Анны 4-й ст. (1863);
- Орден Святого Владимира 4-й ст. (1880);
- Орден Святого Станислава 2-й ст. (1885);
- Орден Святой Анны 2-й ст. (1888);
- Орден Святого Владимира 3-й ст. (1893);
- Орден Святого Станислава 1-й ст. (1896);
- Орден Святой Анны 1-й ст. (1904);
- Орден Святого Владимира 2-й ст. (06.12.1910);
- Орден Белого Орла (1912);
- Орден Святого Александра Невского (06.12.1914)[2].

иностранные
- Прусский Орден Красного орла 3-й степени (1875);
- Офицерский крест Ордена Людовика (1875);
- Командорский крест Саксен-Веймарского Ордена Белого сокола (1875);
- Кавалерский крест Австрийского ордена Леопольда (1875);
- Орден Франца Иосифа 2-й степени (1876);
- Румынский Орден Звезды 3-й степени (1878);
- Прусский Орден Красного орла 2-й степени (1890);
- Прусский Орден Короны 1-й степени (1896);
- Прусский Орден Короны 1-й ст. с бриллиантами (1897);
- Большой крест Румынского Ордена Короны (1899);
- Персидский Орден Льва и Солнца 1-й степени (1901).

## Семья
Жена: Надежда Алексеевна. Их сыновья:
- Александр (1868—1941), выпускник Александровского лицея, Холмский и Седлецкий вице-губернатор, Плоцкий губернатор.
- Фёдор (1869—1942)